# Jaka Malus
Jaka Malus (Celje, 15 de junio de 1996) es un jugador de balonmano esloveno que juega de central en el RD Slovan Ljubljana. Es internacional con la selección de balonmano de Eslovenia.

## Palmarés

### Celje
- Liga de balonmano de Eslovenia (6): 2014, 2015, 2016, 2017, 2018, 2019
- Copa de Eslovenia de balonmano (5): 2014, 2015, 2016, 2017, 2018

### Meshkov Brest
- Liga de Bielorrusia de balonmano (3): 2020, 2021, 2022
- Copa de Bielorrusia de balonmano (2): 2020, 2021

## Clubes
| Club                 | País        | Año         |
| -------------------- | ----------- | ----------- |
| RK Celje             | Eslovenia   | 2013 - 2019 |
| Meshkov Brest        | Bielorrusia | 2019 - 2022 |
| Sinfín Balonmano     | España      | 2022        |
| Frisch Auf Göppingen | Alemania    | 2022 - 2024 |
| RD Slovan Ljubljana  | Eslovenia   | 2024 - Act. |